# Kirk Franklin
Pour les articles homonymes, voir Franklin.
Kirk Dewayne Franklin, né le 26 janvier 1970, à Fort Worth, Texas, États-Unis, est un chanteur de gospel et de hip-hop chrétien évangélique.

## Biographie
Kirk Franklin est né le 26 janvier 1970 à Fort Worth . Il est adopté par sa tante Gertrude, après avoir été abandonné par sa mère. À l’âge de 4 ans, Kirk Franklin joue du piano dans son église baptiste . À 11 ans, il devient ministre de la musique à l'Église baptiste Mt. Rose de Fort Worth . Avec un pied dans la rue, il se rebelle contre l'Église pendant son adolescence, jusqu'à ce que le meurtre d'un ami l’amène à la repentance et à retourner à l’église, à 15 ans.

### Carrière
En 1992, il forme un chœur « The Familly » (la Famille) et commence à écrire des compositions, qu'il joue dans toute la ville de Dallas. Il est découvert par Vicki Mack-Lataillade, le président de la maison de disques Gospo-Centric Records en 1992, et l'année suivante sort son premier album, Kirk Franklin and the Family.
En 2004, Franklin forme Fo Yo Soul Entertainment, une organisation de programmes de divertissement gospel et un label. En 2005, l'album Hero est le premier produit sorti de son organisation.
En 2010, il publie le livre "The Blueprint: A Plan for Living Above Life's Storms", dans lequel il raconte les difficultés familiales vécues durant son enfance, et comment il s’est sorti d’une vie sexuellement active et d’une addiction à la pornographie .

## Vie privée
Le 20 janvier 1996, Kirk Franklin se marie avec une amie de longue date appelée Tammy Collins. Ils avaient chacun un enfant de précédentes relations, Kerrion le fils de Kirk né en 1988 et Carrington la fille de Colins né en 1989 (adoptée officiellement par Kirk Franklin). En tant que couple, ils eurent deux enfants: Kennedy, né en 1997, et Caziah, né en 1999.

## Discographie

### Kirk Franklin and the Family
- 1993 : Kirk Franklin & The Family
- 1995 : Kirk Franklin & The Family Christmas
- 1996 : Whatcha Lookin' 4

### Kirk Franklin's Nu Nation
- 1997 : God's Property from Kirk Franklin's Nu Nation
- 1998 : The Nu Nation Project
- 1999 : Nu Nation Tour

### Kirk Franklin and 1 Nation Crew
- 2000 : Kirk Franklin Presents 1NC

### Kirk Franklin
- 2002 : The Rebirth of Kirk Franklin
- 2003 : A Season of Remixes
- 2005 : Hero
- 2007 : The Fight of My Life
- 2011 : Hello Fear
- 2015 : Losing My Religion
- 2019 : Long Live Love

### Compilations
- 2006 : Songs for the Storm
- 2012 : The Essential Kirk Franklin

## Récompenses
En 2024, au cours de sa carrière, il a reçu 20 Grammy Awards  et 22 Dove Awards .